# Denim (band)
Denim was een Britse britpopband uit Birmingham, het geesteskind van Lawrence Hayward (voorheen van Felt)

## Geschiedenis
Na de ontbinding van zijn voormalige band, de postpunk-outfit Felt uit de jaren 1980, verhuisde Lawrence naar een ander terrein met Denim, een band wiens onbezonnen combinatie van glamrock met snijdende en zeer satirische teksten het tegenovergestelde was van zijn eerdere werk.
Denim debuteerde in 1992 met het album Back in Denim, een plaat die zowel een revival was (vooral met zijn glamrock-invloeden en zijn mix van synth en gitaar) als kritiek (in zijn satirische teksten) van het muziekcircuit uit de jaren 1970. De single Middle of the Road van het album werd uitgebracht in januari 1993 bij Boy's Own Records.
Denim volgde Back in Denim met het uitbrengen van Denim on Ice in 1996, die werd voorafgegaan door de single It Fell Off the Back of a Lorry. Denim on Ice bevatte zelfs nog scherpere teksten met commentaar op de huidige stand van de muziek in Engeland (The Great Pub Rock Revival, een stekende aanval op britpop) en de realiteit van Engelands sociale malaise (Glue & Smack en Council Houses), met een nog meer op synthesizer gebaseerd geluid dan Back in Denim. Het album leidde ook Lawrence's groeiende interesse in nieuwe muziek en Denim verdiende een support-slot met Pulp, die fans waren van Lawrence en zijn werk.
Denims definitieve publicatie was Novelty Rock, een compilatie van B-kantjes en wat nieuw materiaal, dat begin 1997 werd uitgebracht.
Denim Take Over zou het derde studioalbum van Denim worden. Het werd opgeschort vanwege een gebrek aan commercieel succes voor de band en toen de eerste single Summer Smash, die in september 1997 zou worden uitgegeven, werd geannuleerd vanwege de dood van prinses Diana, voelde EMI Records dat een publicatie niet op zijn plaats zou zijn. Deze gebeurtenissen betekenden een vroegtijdig einde voor Denim. Sommige nummers van het album zijn echter uitgebracht op een volgend Lawrence-project, het Go Kart Mozart-album Tearing Up the Album Chart uit 2005, evenals een volledige bewerking voor het volgende album On the Hot Dog Streets.

## In de populaire cultuur
In januari 2018 koos satiricus Charlie Brooker het Denim-nummer The New Potatoes als een van zijn acht nummers op Desert Island Discs en besloot dat dit het enige nummer zou zijn die hij bij zich op het eiland zou houden als het tij de anderen overspoelde.

## Discografie

### Studioalbums
- 1992: Back in Denim, Boy's Own Recordings
- 1996: Denim on Ice, Echo
- 1997: Denim Take Over - niet uitgebracht

### Compilatiealbums
- 1997: Novelty Rock, EMIDISC

### Singles
- 1992: Middle of the Road, Boy's Own Recordings
- 1996: It Fell Off the Back of a Lorry, Echo
- 1997: Summer Smash, EMIDISC